# Kanton Cergy-2
Kanton Cergy-2 (fr. Canton de Cergy-2) je francouzský kanton v departementu Val-d'Oise v regionu Île-de-France. Tvoří ho čtyři obce a část města Cergy. Zřízen byl v roce 2015.

## Obce kantonu
- Cergy (část)
- Boisemont
- Éragny
- Jouy-le-Moutier
- Neuville-sur-Oise